# Арсланбеков, Тимур Ибрагимович
Тимур Ибрагимович Арсланбеков (6 апреля 1983, Кафыр-Кумух, Буйнакский район, Дагестанская АССР, РСФСР, СССР) —  российский спортсмен, специализируется по ушу, обладатель Кубка мира.

## Спортивная карьера
Ушу-саньда занимается с 1994 года.  Является выпускником халимбекаульской спортивной школы «Пять сторон света» по ушу. Занимался Далгата Салаватова и Гусейна Магомаева. В 2001 году стал обладателем Кубка мира, а в 2002 году бронзовым призёром. После завершения карьеры с 2005 года занялся тренерской деятельностью, работает в школе «Пять сторон света». Также работал судьёй.

## Спортивные достижения
- Кубок мира по ушу 2001 — ;
- Кубок мира по ушу 2002 — ;

## Уголовное дело
17 ноября 2022 года Арсланбекову было предъявлено обвинение по части 1 ст. 318 УК РФ и было открыто уголовное дело о применении не опасного для жизни или здоровья насилия в отношении начальника начальник ГОВД Буйнакска Закира Гереханова. В его отношении была избрана мера пресечения в виде подписки о невыезде. Арсланбеков своей вины не признаёт и заявляет, что представители МВД применили физическую силу в отношении него.

## Личная жизнь
В 2000 году окончил РАШБИ «Пять сторон света» в Халимбекауле.